# Чивик
Чивик (швед. Kivik) — населённый пункт на восточном побережье лена Сконе на юге Швеции в коммуне Симрисхамн. По состоянию на 2010 г. в нём проживало 960 жителей.
Достопримечательностью Чивика является ежегодная чивикская ярмарка, которая обычно происходит с третьего понедельника июля и продолжается до среды. В деревне развита добыча сельди, садоводство, а также производство сидра, который обычно продаётся на той же ярмарке.
В Чивике обнаружена древнегерманская Чивикская гробница, созданная около 1000 г. до н. э. — крупнейшая гробница в Швеции.
Национальный парк Стенсхувуд находится в нескольких километрах югу от Чивика.
- Типичное здание в Чивике
- Чивикская гробница
- Порт Чивика